# Уэмура, Кэнъити
Кэнъити Уэмура (яп. 上村 健一 Уэмура Кэнъити, род. 22 апреля 1974, Яцусиро, Кумамото) — японский футболист, защитник.

## Карьера
На протяжении своей футбольной карьеры выступал за клубы «Санфречче Хиросима», «Сересо Осака», «Токио Верди», «Иокогама СКК», «Роассо Кумамото».

## Национальная сборная
В 2001 году сыграл за национальную сборную Японии 4 матча.

## Статистика за сборную
| Сборная Японии | Сборная Японии | Сборная Японии |
| Год            | Матчи          | Голы           |
| -------------- | -------------- | -------------- |
| 2001           | 4              | 0              |
| Итого          | 4              | 0              |